# Лишня (Киевская область)
Ли́шня (укр. Лишня) — село, входит в Макаровский район Киевской области Украины.
Население по переписи 2001 года составляло 584 человека. Почтовый индекс — 08063. Телефонный код — 4578. Занимает площадь 3,02 км². Код КОАТУУ — 3222784201.

## Местный совет
08063, Київська обл., Макарівський р-н, с. Лишня, вул. Київська, 1а